# وسام عسكري

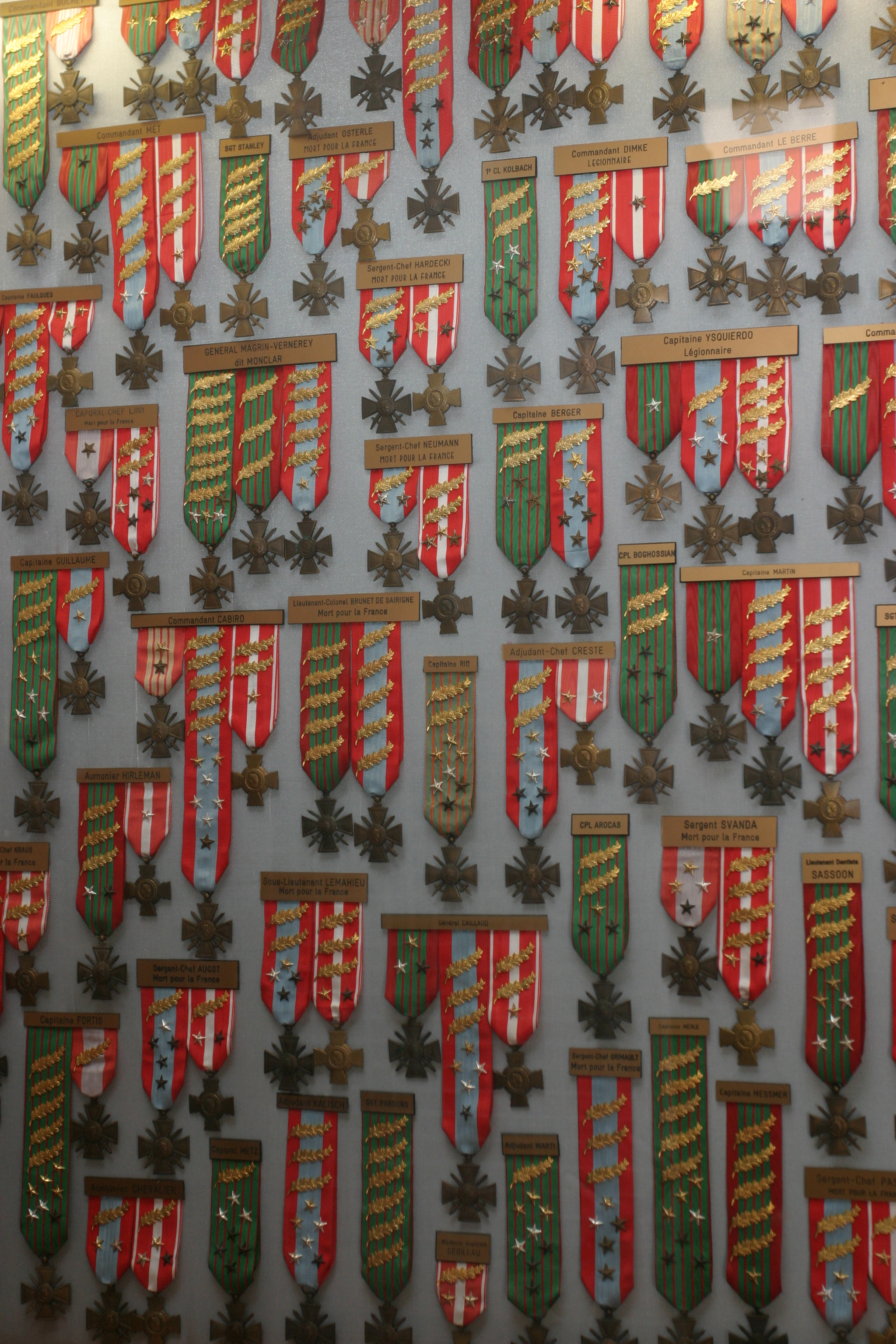
أوسمة عسكرية في متحف الفيلق الأجنبي الفرنسي.

الأوسمة العسكرية هي شارات تقديرية تُمنح إلى العسكريين، والقطاعات العسكرية، والمدنيين والمؤسسات المدنية، تقديراً للشجاعة والدفاع عن الوطن، أو لخدمات متميزة، أو أعمال بارزة قدمت للمجتمع في المجالات العامة والعلوم والفنون.

## التاريخ
كان اليونانيون القدماء يمنحون أبطالهم أكاليلاً وتيجاناً، وكان الرومان يقدمون قلائد وأطواقاً وشارات شرف، تكريماً للقادة المنتصرين في الحملات العسكرية. وكان المصريون القدماء يُقدمون قلائد ذهبية كشارات تقديرية.
وفي القرون الوسطى، قامت في أوروبا أخويات الفرسان، حيث كانوا يتجمعون في روابط وأنساق ويعيشون في ظل تقاليد قاسية أشبه بأنظمة الكهنوت. وكانوا يقفون أنفسهم على خدمة الدين والملك ويلتزمون العزوبة. فهم محاربون لا يملك الفرد منهم سوى حصانه ودرعه وسلاحه. ومنذ القرن الثامن غدت تجمعاتهم أو روابطهم فئات متميزة وعدوا من طبقة النبلاء، وأطلق على الشارة التي تميز كلاً منهم لفظة «نسق» ذاتها، ومع الوقت استعملت هذه اللفظة للدلالة على أنماط من الأوسمة الرفيعة، التي يُمنحها عدد محدود من الأشخاص، ويُعد كل من يحملها عضواً في النسق أو «الجوقة» أو «الرابطة» التي يرأسها الملك أو رئيس الدولة.

## التزوير
يتم تزوير الأوسمة من قِبل العديد من الناس. لجعل الوسام يبدو أكثر قيمةً أو لكسب الأنظار. وهذا الفعل مُجرَّم به في معظم البُلدان. وقد تصل عقوبته إلى السجن.